# Distretto di Galuut
Il distretto di Galuut è uno dei venti distretti (sum) in cui è suddivisa la provincia di Bajanhongor, in Mongolia. Conta una popolazione di 4.012 abitanti (censimento 2006). 